# EM i håndbold 2032 (mænd)
|  | Denne artikel indeholder information om en fremtidig sportsbegivenhed Der kan forekomme spekulativ information, og indholdet kan ændres dramatisk når arrangementet nærmer sig og mere information bliver tilgængelig. |

Europamesterskabet i håndbold for mænd 2030 bliver den 20. udgave af EM i håndbold for mænd arrangeret af European Handball Federation. Slutrunden skal spilles i Tyskland og Frankrig fra 15. januar til 1. februar 2032. Kampene fordeles på to arenaer i Frankrig og fire i Tyskland, men pr. 2024 kendes spillestederne endnu ikke. I det indledende gruppespil fordeles kampene i to tyske og en fransk hal, mens mellemrunden spilles i én hal pr. vært. Slutspillet foregår i Tyskland.
Øvrige bud på værtsrollen var Kroatien og Tyrkiet (hvert sit bud).